# Love Simple
Love Simple (Amor sencillo) es una película de comedia romántica, escrita y dirigida por Marca von Sternberg y protagonizada por Francisco Solórzano, Patrizia Hernandez, John Harlacher, Caitlin Fitzgerald e Israel Horovitz.
La película está disponible en DVD a través de Distribución Sinérgica y también para descarga en tiendas de películas, la producción de la película se ha asociado con la Fundación de Lupus (SLE), donando el 10% de sus ingresos de todas las ventas a la organización.

## Sinopsis
Adam y Seta se enamoran después de encontrarse en una lavandería de Brooklyn. Ella padece lupus, mientras que él está atrapado en su casa cuidando a su padre con enfermedades crónicas. Ambos mienten para evitar tener que revelar que son todo menos perfectos. Finalmente, su engaño se desenreda y se enfrentan a una elección: alejarse o intentar salvar la relación. Decidiendo darle una última oportunidad, Adam y Seta revelan todo acerca de quiénes son realmente a pesar del hecho de que no pueden amarse una vez que conocen la verdad.

## Producción
El rodaje se filmó durante un período de 16 días en Brooklyn, principalmente en el vecindario Park Slope con escenas adicionales tomadas en Williamsburg .
La película se filmó con la Panasonic HVX200 con el adaptador de lente SGPro de 35 mm con lentes Canon prime.
Love Simple se estrenó en el Festival Internacional de Cine Latino de HBO en Nueva York en 2009. La película realizó proyecciones posteriores en el Feel Good Film Festival (estreno de Los Ángeles), Festival de Cine Hispano de Orlando (proyección especial), New Filmmakers New York, Festival de Cine Victoria (estreno en Canadá), y formó parte del programa de otoño de 2009 en Filmmakers Symposium (co patrocinado por la Universidad de Kean).
La película se estrenó exclusivamente en iTunes el 16 de junio de 2010. Durante la semana del 16 de junio al 22 de junio, los productores donaron el 30% de las ventas a la Fundación SLE Lupus. Los productores han continuado su asociación con la Fundación SLE Lupus, donando el 10% de todas las ventas subsiguientes de iTunes y DVD.